# Cosmos 196
Cosmos 196 (en cirílico, Космос 196) fue un satélite artificial científico soviético perteneciente a la clase de satélites DS (el primero y único de tipo DS-U1-G) y lanzado el 19 de diciembre de 1967 mediante un cohete Cosmos-2I desde el cosmódromo de Kapustin Yar.

## Objetivos
La misión de Cosmos 196 fue estudiar la relación entre las variaciones en la capa superior de la atmósfera y la actividad solar.

## Características
El satélite tenía una masa de 352 kg y fue inyectado inicialmente en una órbita con un perigeo de 225 km y un apogeo de 887 km, con una inclinación orbital de 49 grados y un periodo de 95,74 minutos.
Cosmos 196 reentró en la atmósfera el 7 de julio de 1968.

## Resultados científicos
Además de los datos recogidos sobre la relación entre la atmósfera terrestre y la actividad solar, el estudio de la órbita de Cosmos 196 fue utilizado para obtener algunos valores para el coeficiente de disipación aerodinámica.